# Ten Thousand (Los Angeles)
Ten Thousand est un gratte-ciel résidentiel de 40 étages situé au 10000 Santa Monica Boulevard à Los Angeles en Californie ,. La tour, construite par le promoteur Crescent Heights, compte 283 appartements de luxe et s'élève à 147 mètres de haut. Le complexe est sur la liste des bâtiments les plus hauts du comté de Los Angeles du journal "Los Angeles Almanac". Ten Thousand a été conçu par Handel Architects.

## Histoire
Avant d'accueillir le Ten Thousand, le terrain de 1,5 hectare était occupé par un immeuble de bureaux construit en 1970, et le site abritait autrefois le restaurant Jimmy's, un lieu de rencontre populaire pour les célébrités et les politiciens locaux. Après la démolition au début des années 2000, le site était considéré comme à haute valeur et a été convoité par de nombreux promoteurs, dont Donald Trump. L'enchère a été remportée par SunCal Cos de la ville d'Irvine en Californie, mais la société a déposé son bilan en 2008. Finalement, le site a été acheté pour 59 millions de dollars par Crescent Heights à la fin de 2010. Le projet a été financé par la Bank of China qui a prêté 390 millions de dollars en financement hypothécaire à Crescent Heights. La construction a commencé en 2014 et s'est achevée en 2016. Le Ten Thousand ouvert à la location en 2017.En mars 2018, le Ten Thousand a été certifié "LEED Or" par le US Green Building Council,,.

## Conception et emplacement
L'extérieur du bâtiment, conçu par le cabinet d'architecture de San Francisco Handel Architects, est composé de panneaux métalliques, de pierre et de verre. L'ingénieur en structure était Magnusson Klemencic Associates. Les intérieurs et le paysage ont été conçus par Shamir Shah Design et RELM Studio. Le gratte-ciel est situé entre le quartier de Century City et Beverly Hills, à distance de marche de Rodeo Drive et de Westfield Century City. Les installations comprennent un parc de 4000 m², deux piscines, un terrain de tennis et de basket-ball, un centre de remise en forme, salon pour les résidents, un théâtre privé, un majordome robot et des éléments de la technologie Smart Home,,.